# NGC 14
NGC 14 (другие обозначения — UGC 75, MCG 3-1-26, ZWG 456.34, KUG 0006+155, ARP 235, VV 80, PGC 647) — неправильная галактика в созвездии Пегас.
Этот объект входит в число перечисленных в оригинальной редакции «Нового общего каталога».
Галактика была открыта английским астрономом Уильямом Гершелем 18 сентября 1786.
Объект наблюдается с земли как очень тусклый, округлой формы, достаточно маленького размера. Однако это сравнительно большая галактика, которую можно наблюдать на угловом расстоянии в один градус в северо-западном направлении от Гамма Пегаса (Альгениб). Нужен по крайней мере 12-дюймовый телескоп, чтобы видеть эту галактику на фоне темного неба.